# 贝尔菲尔德 (北达科他州)
贝尔菲尔德（英語：Belfield），是美国北达科他州下属的一座城市。根据2010年美国人口普查，该市有人口800人。2011年估计该市有人口834人，相对于2010年，增长率为4.25%。